# Tibor Kopacz
Tibor Kopacz (* 17. April 1962 in Miercurea Ciuc; † 9. Mai 2009) war ein rumänischer Eisschnellläufer.

## Werdegang
Kopacz wurde im Jahr 1980 rumänischer Juniorenmeister im Kleinen Vierkampf und zweimal rumänischer Meister im Sprint-Mehrkampf (1982, 1987) sowie einmal im Großen Vierkampf (1982). Zudem kam er bei rumänischen Meisterschaften jeweils einmal auf den zweiten sowie dritten Platz und startete in der Saison 1977/78 erstmals international. In der Saison 1982/83 siegte er beim Dynamo Cup in Berlin über 5000 m und bei der 3-Bahnen-Tournee in Innsbruck im Mehrkampf. Zudem wurde er bei der 3-Bahnen-Tournee in Inzell Zweiter im Mehrkampf und lief bei der Mehrkampfeuropameisterschaft 1983 in Den Haag den zehnten Platz sowie bei der Mehrkampfweltmeisterschaft 1983 in Oslo auf den 25. Rang im Großen Vierkampf. In der folgenden Saison kam er beim Dynamo Cup in Berlin auf den dritten Platz über 5000 m sowie auf den zweiten Rang über 3000 m und gewann bei der 3-Bahnen-Tournee in Inzell den Mehrkampf-Wettbewerb. Außerdem wurde er bei der Mehrkampfeuropameisterschaft 1984 in Larvik Fünfter im Großen Vierkampf und startete letztmals international beim Saisonhöhepunkt, den Olympischen Winterspielen 1984 in Sarajevo. Dort belegte er den 24. Platz über 10.000 m, den 22. Rang über 1500 m und den 19. Platz über 5000 m.

## Erfolge

### Olympische Spiele
- 1984 Sarajevo: 19. Platz 5000 m, 22. Platz 1500 m, 24. Platz 10.000 m

### Mehrkampf-Weltmeisterschaften
- 1983 Oslo: 25. Platz Großer Vierkampf

### Mehrkampf-Europameisterschaften
- 1983 Den Haag: 10. Platz Großer Vierkampf
- 1984 Larvik: 5. Platz Großer Vierkampf

## Persönliche Bestleistungen
| Disziplin | Zeit         | Datum             | Ort      |
| --------- | ------------ | ----------------- | -------- |
| 500 m     | 38,90 s      | 21. Februar 1987  | Alma Ata |
| 1000 m    | 1:18,99 min  | 14. Januar 1984   | Inzell   |
| 1500 m    | 1:59,27 min  | 10. Dezember 1983 | Inzell   |
| 3000 m    | 4:09,40 min  | 10. Dezember 1983 | Inzell   |
| 5000 m    | 7:08,87 min  | 29. Dezember 1983 | Inzell   |
| 10.000 m  | 15:10,32 min | 17. Dezember 1983 | Inzell   |